# Roadburn Festival
Le Roadburn Festival est un festival de musique néerlandais organisé annuellement en avril à Tilbourg, dans le complexe du 013 et diverses autres salles à proximité (Het Patronaat, Cul de Sac, Extase ou Midi Theatre). Il est devenu un festival de référence en matière de stoner rock et musiques psychédéliques,.
Depuis 2011, la journée du dimanche a augmenté sa jauge en utilisant la scène principale du 013. En juillet 2016 l'organisation du Roadburn annonce qu'elle a obtenu de la municipalité une dérogation qui permettra aux spectateurs ne résidant pas aux Pays-Bas de s'approvisionner dans les coffee shops de la ville pendant la durée du festival[source insuffisante].

## Histoire

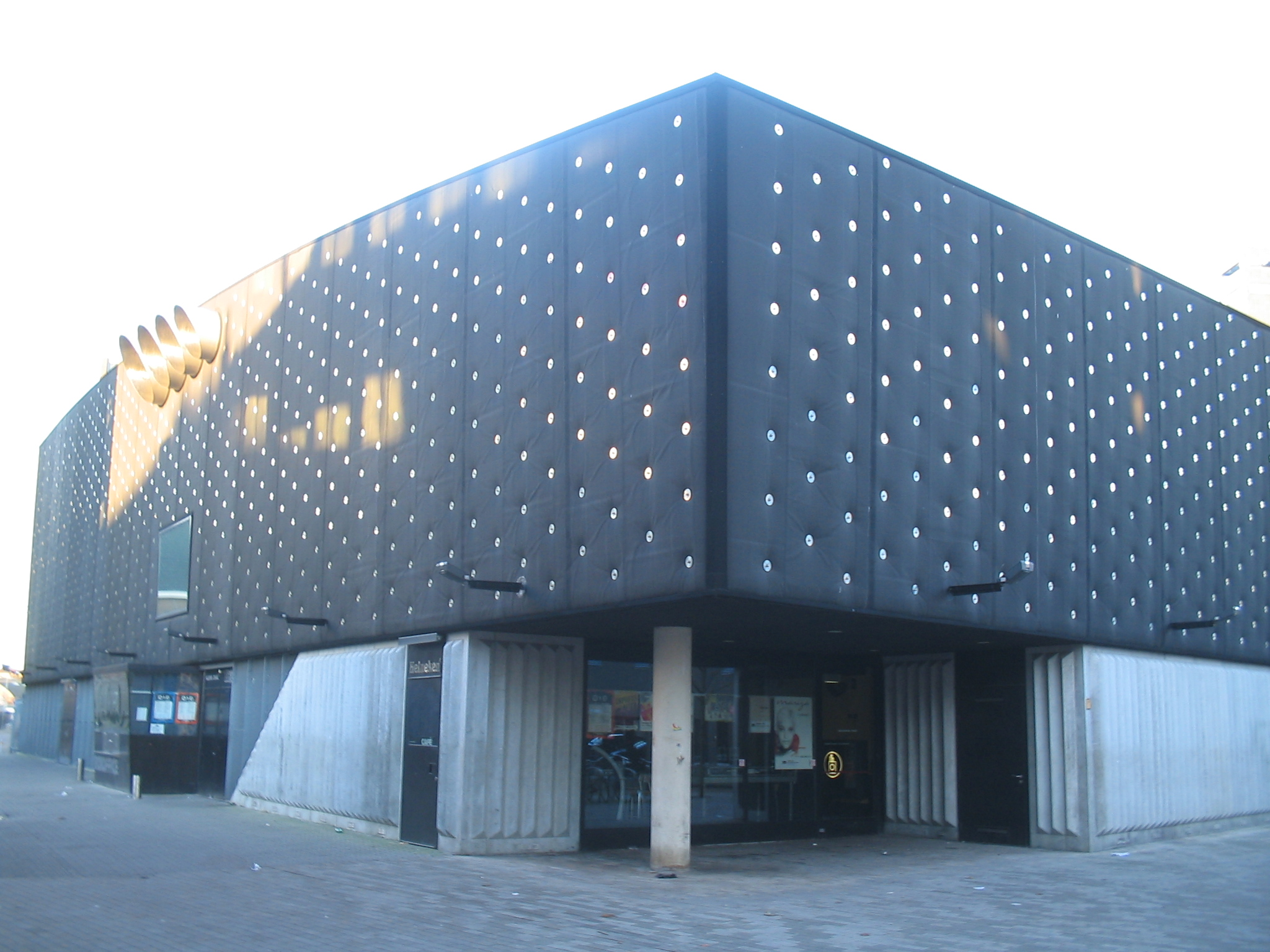
Complexe du 013 où est organisé le Roadburn.

### Genèse
Avant que le Roadburn ne devienne un festival, il s'agit d'un site internet créé en 1998 par Walter Hoeijmakers. Le site a pour vocation d'être une plateforme permettant aux passionnés de doom, stoner et de heavy metal traditionnel de partager leur amour pour ces musiques. Très rapidement le site web gagne en popularité, aussi bien auprès des fans que des journalistes et des groupes. C'est en 1999 que les fondateurs du Roadburn ont l'occasion de transposer l'univers du site web en un petit festival d'une journée.

### Évolution
Entre 1999 et 2004 le festival n'a pas d'organisation fixe. Les dates varient, ainsi que les villes où ont lieu les concerts. C'est en 2005 que le Roadburn voit sa renommée grandir et qu'il se fixe définitivement à Tilbourg. Dès 2007, la formule évolue. Le festival se déroule sur deux jours du vendredi au samedi, avec une journée de concerts supplémentaires, le dimanche, intitulée l'Afterburner. En 2008, à l'occasion de la venue de Down et du vingtième anniversaire du label Rise Above Records, le festival propose une journée supplémentaire le jeudi. Cette décision est reconduite l'année suivante,.
À partir de 2009, les organisateurs invitent des artistes à participer à la programmation du festival. Les premiers à le faire sont Neurosis.
L'année 2018 marque une nouvelle évolution pour le festival. Pour la première fois les organisateurs commissionnent des œuvres originales aux artistes invités.

## Curateurs
- 2009 : Neurosis
- 2010 : Thomas Gabriel Fischer
- 2011 : Sunn O)))
- 2012 : Voivod
- 2013 : Jus Osborn
- 2014 : Mikael Åkerfeldt
- 2015 : Ivar Bjørnson et Einar "Kvitrafn" Selvik
- 2016 : Lee Dorrian
- 2017 : John Dyer Baizley
- 2018 : Jacob Bannon
- 2019 : Tomas Lindberg
- 2020 : Emma Ruth Rundle et James Kent
- 2021 : Aucun curateur
- 2022 : Milena Eva et Thomas Sciarone
- 2023 : Aucun curateur
- 2024 : Aucun curateur

## Œuvres commissionnées
Depuis 2018, le Roadburn demande à des artistes de créer des pièces musicales originales. Les artistes peuvent être sollicités en tant que groupe (Gggolddd) mais il peut aussi leur être demandé de collaborer avec d'autres musiciens (Emma Ruth Rundle et Thou). La volonté affichée de Walter Hoeijmakers est de se différencier d'autres festivals, mais aussi de créer une expérience spéciale pour le public, et pour les groupes en leur proposant un défi artistique.

### 2018
- Vánagandr : Sól án varma : des membres des groupes islandais Misþyrming, Naðra, Svartidauði et Wormlust se sont réunis en tant que Vánagandr pour interpréter la pièce originale Sól án varma (Un soleil sans éclat).
- Waste of Space Orchestra : Oranssi Pazuzu et Dark Buddha Rising ont joué sous le nom Waste of Space Orchestra.

### 2019
- Molasses : collaboration entre les membres de The Devil's Blood et Astrosoniq[12].
- Triptykon et Dutch Metropole Orkest : Requiem. Avec Triptykon et le Dutch Metropole Orkest, Tom G. Warrior interprète l'intégralité du Requiem de Celtic Frost, dont la première partie est sur l'album Into The Pandemonium et la troisième sur Monotheist. Pour l'occasion, il a composé la deuxième partie qui était jusqu'alors inachevée.
- Rex Irae : Requiem, Chapter One: Overture – Fourth Incarnation
- Grave Eternal : Requiem, Chapter Two: Transition
- Winter : Requiem, Chapter Three: Finale – Ninth Incarnation
- Malstroom : la journée du samedi a été consacrée à cette pièce, réunissant des membres des groupes : Terzij de Horde, Fluisteraars, Turia, Laster, Verwoed, Grey Aura, Witte Wieven, Verval, Nevel, Project Nefast, Svartvit et Hadewych. Dans la journée, chaque groupe a eu droit à son concert, avant d'interpréter Malstroom en clôture de journée[13].

### 2020
À cause de la pandémie de Covid-19, les projets commissionnés pour l'année 2020 ont été joués en live pour l'édition 2022.
- Vile Creature and Bismuth - A Hymn of Loss and Hope : c'est lors de l'édition 2019 du Roadburn que Walter Hoeijmakers a demandé aux membres de Vile Creature et Bismuth s'ils avaient déjà envisagé de créer de la musique ensemble. Ils envisageaient effectivement de le faire. Quelques mois après, ils ont reçu un e-mail leur demandant de réaliser une pièce pour l'édition 2020 du festival[14].
- Jo Quail - The Cartographer : Jo Quail s'est associé avec le New Trombone Collective, formation de trombonistes, pour donner vie à ce projet où elle souhaite explorer la juxtaposition entre la musique classique et la musique contemporaine[15].
- James Kent and Johannes Persson : pour cette édition, Walter Hoeijmakers a demandé à James Kent d'écrire une heure de musique avec un artiste de son choix. Il a choisi Johannes Persson de Cult of Luna[16].

### 2021
- Die Wilde Jagde : Atem
- Gggolddd : This Shame Shouldn't be Mine
- Many Blessings
- TDC INC : Corporate
- Primitive Man
- Solar Temple : The Great Star Above Provides
- BADA
- Mizmor's : Wit's End
- The Nest : Her True Nature
- Neptunian Maximalism : Set Chaos to the Heart of the Moon
- Dirk Serries : Epitaph
- Dead Neanderthals : IXXO
- Of Blood and Mercury : The Other Side of Death

## Programmations

### 1999
En 1999, le Roadburn se déroule sous la forme de trois concerts partageant la même affiche, à l'exception de Tilbourg où se rajoute Tierra Ferma : au Melweg (Amsterdam) le 11 février, au 013 (Tilbourg) le 12 février et à Stronghold (Sneek) le 13 février.
- Jeudi 11 février 1999 - Amsterdam : Cathedral, Orange Goblin, Celestial Season, Beaver, 35007.
- Vendredi 12 février 1999 - Tilbourg : Cathedral, Orange Goblin, Celestial Season, Beaver, 35007, Terra Firma.
- Samedi 13 février 1999 - Sneek : Cathedral, Orange Goblin, Celestial Season, Beaver, 35007.

### 2000
En 2000, le Roaburn se déroule le vendredi 24 novembre 2000 au Doornroosje (Nimègue) avec : Spirit Caravan, Beaver, et 35007.

### 2001
En 2001, trois éditions du festival se succèdent en mars à Nimègue, en septembre à Bois-le-Duc et en décembre à Tilbourg. Chacune de ces affiches est unique. L'édition du dimanche 16 septembre a été perturbé à cause des attentats du 11 septembre 2001, qui ont provoqué des interruptions dans les vols aériens. Seul Five Horse Johnson, qui était déjà en Europe, a pu assurer son concert. Ceux de Leadfoot et Raging Slab ont été annulés.
- Jeudi 22 mars 2001 - Nimègue :  Doornroosje : Nebula, On Trial, Rotor.
- Jeudi 16 septembre 2001 - Bois-le-Duc : Leadfoot, Five Horse Johnson, Raging Slab.
- Mardi 4 décembre 2001 - Tilbourg : Masters of Reality (feat. Josh Homme et Nick Oliveri), The Atomic Bitchwax, Terra Firma.

### 2003
L'édition 2003 se déroule le 27 juin à l'Effenaar (Eindhoven) avec : Fu Manchu, Firebird, 35007, et Astrosoniq.

### 2004
L'édition 2004 se déroule le 17 juin à l'Effenaar (Eindhoven) avec : Monster Magnet, Orange Goblin, Witchcraft, et Grand Magus.

### 2005
L'édition 2005 se déroule le 9 avril au 013 (Tilbourg)
| 9 avril 2005             | 9 avril 2005            | 9 avril 2005                |
| 013 - Space Rock Stage   | 013 - Extra Heavy Stage | 013 - Heavy 70's Stage      |
| ------------------------ | ----------------------- | --------------------------- |
| Space Ritual             | Orange Sunshine         | Hulk                        |
| Brant Bjork and the Bros | Electric Wizard         | Josiah                      |
| Astrosoniq               | High on Fire            | Black Moses                 |
| Litmus                   | Alabama Thunderpussy    | Hypnos 69                   |
| —                        | Sunn O)))               | Vic du Monte's Idiot Prayer |

### 2006
L'édition 2006 se déroule les 21 et 22 avril au 013 (Tilbourg)
| Vendredi 21 avril 2006 Pre-Party | Vendredi 21 avril 2006 Pre-Party | Vendredi 21 avril 2006 Pre-Party |
| -------------------------------- | -------------------------------- | -------------------------------- |
|                                  | Toner Low                        |                                  |
|                                  | End of Level Boss                |                                  |
|                                  | Astrosoniq                       |                                  |
|                                  | Spaceship Landing                |                                  |

| Samedi 22 avril 2006   | Samedi 22 avril 2006     | Samedi 22 avril 2006                                                             |
| 013 - Space Rock Stage | 013 - Green Room         | 013 - Orange Factory                                                             |
| ---------------------- | ------------------------ | -------------------------------------------------------------------------------- |
| Hawkwind               | Gorilla                  | Colour Haze                                                                      |
| Ozric Tentacles        | Orange Goblin            | Ufomammut                                                                        |
| The Bevis Frond        | Brant Bjork and the Bros | The Heads                                                                        |
| Spacehead              | Leaf Hound               | Orange Sunshine (sous le nom Al Naafiysh, Tribute set to Randy Holden and Swans) |
|                        | Solace                   | Abramis Brama                                                                    |
|                        | Witchcraft               |                                                                                  |

### 2007
L'édition 2007 se déroule les 20, 21 et 22 avril au 013 (Tilboourg)
| vendredi 20 avril 2007 | vendredi 20 avril 2007 | vendredi 20 avril 2007 |
| 013 - Main Stage       | 013 - Green Room       | 013 - Bat Cave         |
| ---------------------- | ---------------------- | ---------------------- |
| Melvins / Big Business | Volt                   | Rotor                  |
| Blue Cheer             | Causa Sui              | Josiah                 |
| Clutch                 | Guru Guru              | Siena Root             |
| Orange Sunshine        | Sun Dial               | Earthling Society      |
|                        | Porn                   | On Trial               |
|                        | Pharaoh Overlord       |                        |
|                        | The Sword              |                        |

| Samedi 21 avril 2007 | Samedi 21 avril 2007 | Samedi 21 avril 2007 |
| 013 - Main Stage     | 013 - Green Room     | 013 - Bat Cave       |
| -------------------- | -------------------- | -------------------- |
| Earthless            | Mos Generator        | Church of Misery     |
| Neurosis             | Colour Haze          | Black Cobra          |
| Om                   | Pelican              | Stinking Lizaveta    |
| Red Sparowes         | Orthodox             | Thrones              |
| The Hidden Hand      | Circle               | Amenra               |
| Acid King            | Growing              | Monkey3              |
|                      | Danava               |                      |

| Dimanche 22 avril 2007 Afterburner | Dimanche 22 avril 2007 Afterburner | Dimanche 22 avril 2007 Afterburner |
| 013 - Main Stage                   | 013 - Green Room                   | 013 - Bat Cave                     |
| ---------------------------------- | ---------------------------------- | ---------------------------------- |
|                                    |                                    | Sunn O)))                          |
|                                    |                                    | Fear Falls Burning                 |
|                                    |                                    | Bohren & der Club of Gore          |

### 2008
L'édition 2008 se déroule du 17 au 20 avril au 013 (Tilbourg). Celtic Frost, tête d'affiche du samedi, annule sa participation quelques semaines avant le festival. Le groupe annonce sa séparation peu de temps après. Ils sont remplacés par Enslaved. Om ayant annulé sa tournée européenne, ils sont remplacés par Skitliv.
| Jeudi 17 avril 2008 Pre-Heat & Rise Above Records 20th Anniversary | Jeudi 17 avril 2008 Pre-Heat & Rise Above Records 20th Anniversary | Jeudi 17 avril 2008 Pre-Heat & Rise Above Records 20th Anniversary |
| 013 - Main Stage                                                   | 013 - Green Room                                                   | 013 - Bat Cave                                                     |
| ------------------------------------------------------------------ | ------------------------------------------------------------------ | ------------------------------------------------------------------ |
| Down                                                               | The Devil's Blood                                                  | Litmus                                                             |
| Grand Magus                                                        | Taint                                                              | Serpencult                                                         |
| Capricorns                                                         | Diagonal                                                           |                                                                    |

| Vendredi 18 avril 2008 | Vendredi 18 avril 2008   | Vendredi 18 avril 2008          |
| 013 - Main Stage       | 013 - Green Room         | 013 - Bat Cave                  |
| ---------------------- | ------------------------ | ------------------------------- |
| Earthless              | Mos Generator            | Church of Misery                |
| Isis                   | Scott Kelly              | La Ira de Dios                  |
| Trouble                | Tony McPhee's Groundhogs | Gentlemans Pistol               |
| Witchcraft             | Witch                    | Zone Six                        |
| Blood of the Sun       | Black Shape of Nexus     | Assemble Head in Sunburst Sound |
|                        | Baby Woodrose            |                                 |
|                        | Danava                   |                                 |

| Samedi 19 avril 2008  | Samedi 19 avril 2008      | Samedi 19 avril 2008 |
| 013 - Main Stage      | 013 - Green Room          | 013 - Bat Cave       |
| --------------------- | ------------------------- | -------------------- |
| Enslaved              | Kongh                     | Year of No Light     |
| Cult of Luna          | Dixie Witch               | My Sleeping Karma    |
| Boris                 | Tia Carrera               | Nadja                |
| Acid Mothers Guru     | Wolves in the Throne Room | Kruger               |
| Cephalic Carnage      | The Heads                 | Lesbian              |
| Long Distance Calling | Jesu                      |                      |
|                       | Electric Orange           |                      |

| Dimanche 20 avril 2008 Afterburner & David Tibet's Roadburn Festival | Dimanche 20 avril 2008 Afterburner & David Tibet's Roadburn Festival | Dimanche 20 avril 2008 Afterburner & David Tibet's Roadburn Festival |
| 013 - Main Stage                                                     | 013 - Green Room                                                     | 013 - Bat Cave                                                       |
| -------------------------------------------------------------------- | -------------------------------------------------------------------- | -------------------------------------------------------------------- |
| Current 93                                                           | The Glasspack                                                        | Orange Sunshine                                                      |
| Hush Arbors                                                          | Ramesses                                                             | Dzjenghis Khan                                                       |
| Baby Dee                                                             | Repomen                                                              | Beehoover                                                            |
| Æthenor                                                              | Graveyard                                                            |                                                                      |
| Skitliv                                                              |                                                                      |                                                                      |

### 2009
L'édition 2009 se déroule du 23 au 26 avril au 013, au V39 et au Cul de sac (Tilbourg). Neurosis est chargé de la programmation du samedi au 013.
| Jeudi 23 avril 2009 | Jeudi 23 avril 2009       | Jeudi 23 avril 2009 | Jeudi 23 avril 2009 | Jeudi 23 avril 2009 |
| 013 - Main Stage    | 013 - Green Room          | 013 - Bat Cave      | V39                 | Cul de sac          |
| ------------------- | ------------------------- | ------------------- | ------------------- | ------------------- |
| Motorpsycho         | The Devil's Blood         | White Hills         | Seven That Spells   |                     |
| Amon Düül II        | Wolves in the Throne Room | Alexander Tucker    |                     |                     |
| Orange Goblin       | Zu                        | Black Sun           |                     |                     |
| Baroness            | Minsk                     | Rose Kemp           |                     |                     |
| Ufomammut           | Radio Moscow              | Farflung            |                     |                     |
|                     | Gomer Pyle                |                     |                     |                     |

| Vendredi 24 avril 2009 Neurosis presents Beyond the Pale | Vendredi 24 avril 2009 Neurosis presents Beyond the Pale | Vendredi 24 avril 2009 Neurosis presents Beyond the Pale | Vendredi 24 avril 2009 Neurosis presents Beyond the Pale | Vendredi 24 avril 2009 Neurosis presents Beyond the Pale |
| 013 - Main Stage                                         | 013 - Green Room                                         | 013 - Bat Cave                                           | V39                                                      | Cul de sac                                               |
| -------------------------------------------------------- | -------------------------------------------------------- | -------------------------------------------------------- | -------------------------------------------------------- | -------------------------------------------------------- |
| Colour Haze                                              | Church of Misery                                         | Saviours                                                 | Burial Hex                                               |                                                          |
| Saint Vitus                                              | Scott Kelly                                              | Omega Massif                                             | Aderlating                                               |                                                          |
| Cathedral                                                | Dragontears                                              | Shora                                                    |                                                          |                                                          |
| Mono                                                     | The Outskirts of Infinity                                | Roadsaw                                                  |                                                          |                                                          |
| Angel Witch                                              | The Atomic Bitchwax                                      | Vibravoid                                                |                                                          |                                                          |
| Bohren & der Club of Gore                                | Steve von Till / Harvestman                              | The Winchester Club                                      |                                                          |                                                          |
|                                                          | Negură Bunget                                            |                                                          |                                                          |                                                          |

| Samedi 25 avril 2009 | Samedi 25 avril 2009     | Samedi 25 avril 2009 | Samedi 25 avril 2009      | Samedi 25 avril 2009 |
| 013 - Main Stage     | 013 - Green Room         | 013 - Bat Cave       | V39                       | Cul de sac           |
| -------------------- | ------------------------ | -------------------- | ------------------------- | -------------------- |
| Tribes of Neurot     | Guapo                    | U.S. Christmas       | The Outskirts of Infinity | Beehoover            |
| Skullflower          | Zeni Geva                | Nadja                | DJ's Kosmik Ken & Astro   |                      |
| Neurosis             | Six Organs of Admittance | Eugene S. Robinson   |                           |                      |
| Om                   | A Storm of Light         | Grey Daturas         |                           |                      |
| The Young Gods       | Amenra                   |                      |                           |                      |
| Earth                |                          |                      |                           |                      |
| Grails               |                          |                      |                           |                      |

| Dimanche 26 avril 2009 Afterburner | Dimanche 26 avril 2009 Afterburner | Dimanche 26 avril 2009 Afterburner | Dimanche 26 avril 2009 Afterburner | Dimanche 26 avril 2009 Afterburner |
| 013 - Main Stage                   | 013 - Green Room                   | 013 - Bat Cave                     | V39                                | Cul de sac                         |
| ---------------------------------- | ---------------------------------- | ---------------------------------- | ---------------------------------- | ---------------------------------- |
|                                    | Wino                               |                                    |                                    |                                    |
|                                    | Firebird                           |                                    |                                    |                                    |
|                                    | Dyse                               |                                    |                                    |                                    |
|                                    | Solace                             |                                    |                                    |                                    |
|                                    | Dead Man                           |                                    |                                    |                                    |

### 2010
L'édition 2010 se déroule du 15 au 18 avril au 013 et au Midi Theatre (Tilbourg). Tom G Warrior (Celtic Frost, Triptykon) est chargé de la programmation au 013 le vendredi. Elle est perturbée par la fermeture de l'espace aérien européen à la suite de l'éruption du volcan Eyjafjallajökull. Jesu, Evoken, Candlemass, Shrinebuilder, The Gates of Slumber, Yakusa, Black Math Horseman, Outlaw Order, Sourvein, Dixie Witch et House of Broken Promises n'étant pas en mesure de participer au festival, d'autres groupes acceptent de donner un concert supplémentaire. Witchcraft y donne un concert improvisé, des membres et ex-membres de ce groupe jouant avec d'autres formations au cours de ce festival.
| Jeudi 15 avril 2010 | Jeudi 15 avril 2010    | Jeudi 15 avril 2010      | Jeudi 15 avril 2010 | Jeudi 15 avril 2010 |
| 013 - Main Stage    | 013 - Green Room       | 013 - Bat Cave           | Midi Theatre        |                     |
| ------------------- | ---------------------- | ------------------------ | ------------------- | ------------------- |
| Goatsnake           | Firebird               | Samsara Blues Experiment | Monkey3             |                     |
| Enslaved            | Monarch!               | Night Horse              | Sons of Otis        |                     |
| Eyehategod          | Mouth of the Architect | Magnus Pelander          | Earthless           |                     |
| YOB                 | Bong                   | Eagle Twin               | Shining             |                     |
| Jarboe              | Troubled Horse         | The Wounded Kings        | Russian Circles     |                     |
| Kylesa              | Ancestors              | Oresund Space Collective |                     |                     |

| Vendredi 16 avril 2010 Tom Gabriel Warrior's Only Death Is Real | Vendredi 16 avril 2010 Tom Gabriel Warrior's Only Death Is Real | Vendredi 16 avril 2010 Tom Gabriel Warrior's Only Death Is Real | Vendredi 16 avril 2010 Tom Gabriel Warrior's Only Death Is Real | Vendredi 16 avril 2010 Tom Gabriel Warrior's Only Death Is Real |
| 013 - Main Stage                                                | 013 - Green Room                                                | 013 - Bat Cave                                                  | Midi Theatre                                                    |                                                                 |
| --------------------------------------------------------------- | --------------------------------------------------------------- | --------------------------------------------------------------- | --------------------------------------------------------------- | --------------------------------------------------------------- |
| Dream of an Opium Eater                                         | Bohren & der Club of Gore                                       | Dive                                                            | Karma to Burn                                                   |                                                                 |
| Triptykon                                                       | Pagan Altar                                                     | Eagle Twin                                                      | Comus                                                           |                                                                 |
| Sarke                                                           | Darkspace                                                       | Long Distance Calling                                           | Earthless                                                       |                                                                 |
| Trinacria                                                       | Witchfynde                                                      | Shever                                                          | Death Row                                                       |                                                                 |
| Thorr's Hammer                                                  | Altar of Plagues                                                | Suma                                                            | Master Musicians of Bukkake                                     |                                                                 |
| Church of Misery                                                | Valborg                                                         | Noneuclid                                                       |                                                                 |                                                                 |

| Samedi 17 avril 2010 | Samedi 17 avril 2010 | Samedi 17 avril 2010 | Samedi 17 avril 2010     | Samedi 17 avril 2010 |
| 013 - Main Stage     | 013 - Green Room     | 013 - Bat Cave       | Midi Theatre             |                      |
| -------------------- | -------------------- | -------------------- | ------------------------ | -------------------- |
| Enslaved & Shining   | Los Natas            | Ahkmed               | Jex Thoth                |                      |
| Garcia plays Kyuss   | Karma to Burn        | Totimoshi            | YOB                      |                      |
| Witchcraft           | Mother-Unit          | Horisont             | Brant Bjork and the Bros |                      |
| Nachtmystium         | Moss                 | The Lamp of Thoth    | Sons of Otis             |                      |
| Death Row            | Fatso Jetson         | The Machine          | Astra                    |                      |
|                      | Altar of Plagues     |                      |                          |                      |

| Dimanche 18 avril 2010 Afterburner | Dimanche 18 avril 2010 Afterburner | Dimanche 18 avril 2010 Afterburner | Dimanche 18 avril 2010 Afterburner | Dimanche 18 avril 2010 Afterburner |
| 013 - Main Stage                   | 013 - Green Room                   | 013 - Bat Cave                     | Midi Theatre                       |                                    |
| ---------------------------------- | ---------------------------------- | ---------------------------------- | ---------------------------------- | ---------------------------------- |
|                                    | Eyehategod                         | The Machine                        |                                    |                                    |
|                                    | Graveyard                          | Capital Sentimental                |                                    |                                    |
|                                    | Church of Misery                   | Oceana Company                     |                                    |                                    |
|                                    | Orange Sunshine                    |                                    |                                    |                                    |
|                                    | Jex Thoth                          |                                    |                                    |                                    |

### 2011
L'édition 2011 se déroule du 14 au 17 avril au 013 et au Midi Theatre (Tilbourg). Le groupe Sunn O))) est chargé de la programmation du vendredi. Buzzov•en annule sa tournée européenne et sa participation au festival.
| Jeudi 14 avril 2011                 | Jeudi 14 avril 2011 | Jeudi 14 avril 2011 | Jeudi 14 avril 2011               | Jeudi 14 avril 2011 |
| 013 - Main Stage                    | 013 - Green Room    | 013 - Bat Cave      | Midi Theatre                      |                     |
| ----------------------------------- | ------------------- | ------------------- | --------------------------------- | ------------------- |
| Soilent Green                       | Count Raven         | Carlton Melton      | Wardruna                          |                     |
| Godflesh interprétant Streetcleaner | The Atomic Bitchwax | In Solitude         | Circle                            |                     |
| Pentagram                           | Today Is the Day    | Cough               | Blood Ceremony                    |                     |
| Woven Hand                          | Blood Farmers       | Naam                | Ghost                             |                     |
| Acid King                           | Winterfylleth       | Zoroaster           | The Kilimanjaro Darkjazz Ensemble |                     |
| Alcest                              | Year of No Light    | Quest for Fire      |                                   |                     |

| Vendredi 15 avril 2011       | Vendredi 15 avril 2011              | Vendredi 15 avril 2011 | Vendredi 15 avril 2011                          | Vendredi 15 avril 2011 |
| 013 - Main Stage             | 013 - Green Room                    | 013 - Bat Cave         | Midi Theatre                                    |                        |
| ---------------------------- | ----------------------------------- | ---------------------- | ----------------------------------------------- | ---------------------- |
| Scorn                        | Caspar Brötzmann Massaker           | The Secret             | Voivod                                          |                        |
| Sunn O)))                    | Hooded Menace                       | Grave Misma            | Incredible Hog                                  |                        |
| Corrosion of Conformity      | Jesse Sykes and the Sweet Hereafter | Menace Ruin            | Earth                                           |                        |
| Winter                       | Beaver                              | Summon the Crows       | Sabbath Assembly                                |                        |
| Circle with Pharaoh Overlord | Trap Them                           | Void ov Voices         | Place of Skulls                                 |                        |
| Keiji Haino                  | Aluk Todolo                         | Mamiffer               | Year of No Light interprétant Vampyr soundtrack |                        |

| Samedi 16 avril 2011                                                                 | Samedi 16 avril 2011 | Samedi 16 avril 2011 | Samedi 16 avril 2011        | Samedi 16 avril 2011 |
| 013 - Main Stage                                                                     | 013 - Green Room     | 013 - Bat Cave       | Midi Theatre                |                      |
| ------------------------------------------------------------------------------------ | -------------------- | -------------------- | --------------------------- | -------------------- |
| Swans                                                                                | The Gates of Slumber | Wolf People          | Ufomammut interprétant Eve  |                      |
| Shrinebuilder                                                                        | Yakusa               | Stone Axe            | Dragontears                 |                      |
| Voivod                                                                               | Ramesses             | Imaad Wasif          | Pharaoh Overlord            |                      |
| Weedeater                                                                            | Evoken               | Ludicra              | Rwake                       |                      |
| Candlemass interprétant entre autres Epicus Doomicus Metallicus avec Johan Längqvist | White Hills          | Lonely Kamel         | Master Musicians of Bukkake |                      |
|                                                                                      | Black Math Horseman  | Liturgy              |                             |                      |

| Dimanche 17 avril 2011 Afterburner | Dimanche 17 avril 2011 Afterburner | Dimanche 17 avril 2011 Afterburner | Dimanche 17 avril 2011 Afterburner | Dimanche 17 avril 2011 Afterburner |
| 013 - Main Stage                   | 013 - Green Room                   | 013 - Bat Cave                     | Midi Theatre                       |                                    |
| ---------------------------------- | ---------------------------------- | ---------------------------------- | ---------------------------------- | ---------------------------------- |
| Sourvein                           | Samsara Blues Experiment           |                                    |                                    |                                    |
| Black Mountain                     | Black Pyramid                      |                                    |                                    |                                    |
| Dead Meadow                        | The Machine                        |                                    |                                    |                                    |
| Coffins                            | Dragontears                        |                                    |                                    |                                    |
| Blood Farmers                      | Sungrazer                          |                                    |                                    |                                    |
| Spindrift                          |                                    |                                    |                                    |                                    |

### 2012
L'édition 2012 se déroule du 12 au 15 avril au 013 et au Het Patronaat (Tilbourg). Pour la première fois le festival utilise la salle du Het Patronaat (650 places), une dépendance de l'église Saint Joseph située à quelques dizaines de mètres du 013. Le Midi Theatre a été fermé à la suite d'une décision du conseil municipal de Tilburg, pour des raisons politiques et budgétaires. La programmation du vendredi au 013 a été faite par Voivod.
Le nom choisi par le groupe pour cet évènement fait référence à la série de science-fiction Au-delà du réel.

### 2013
L'édition 2013 se déroule du 18 au 21 avril au 013, au Het Patronaat et au Cul de sac (Tilbourg). La programmation du vendredi au 013 a été choisie par Jus Osborn (Electric Wizard).
Plusieurs projections de Outside The Great Circle ont lieu durant le festival. Il s'agit d'une œuvre réalisé par l'artiste roumain, Costin Chioreanu. Elle combine illustration, musique et film. La musique a été en grande partie composée par Chioreanu lui-même, et il a sollicité l'aide de Attila Csihar et  David Tibet au chant, Mirai Kawashima (Sigh) aux claviers et synthétiseurs, et Kimmo Helen (Hexvessel) au violon et pour les effets.

### 2014
L'édition 2014 se déroule du 10 au 13 avril au 013, au Het Patronaat et au Cul de sac (Tilbourg). La programmation du vendredi au 013 a été choisie par Mikael Åkerfeldt (Opeth). Selim Lemouchi (The Devil's Blood) s'étant suicidé le 4 mars 2014, la prestation de Selim Lemouchi and his Enemies est remplacée par un concert hommage, intitulé Selim Lemouchi's Enemies, joué par les musiciens qui devaient l'accompagner sur scène.
Buzzov•en, qui devait jouer en tête d'affiche, doit annuler sa participation après l'hospitalisation de son chanteur Kirk Fisher pour problèmes psychiatriques.

### 2015
L'édition 2015 se déroule du 9 au 12 avril au 013, au Het Patronaat et au Cul de sac à Tilbourg. La programmation du vendredi au 013 a été choisie par Ivar Bjørnson (Enslaved) et Einar "Kvitrafn" Selvik (Wardruna).

### 2016
L'édition 2016 se déroule du 14 au 17 avril au 013, au Het Patronaat, à l'Extase et au Cul de sac (Tilbourg). Lee Dorrian (With the Dead, ex-Cathedral) a participé aux choix de la programmation du vendredi et du samedi. À la suite de travaux dans le 013, la capacité de la Main Stage est passée à 3 000 spectateurs et celle de la Green Room à 700. La Bat Cave ayant disparu, des concerts se déroulent à l'Extase, un bar situé à proximité du 013.

### 2017
L'édition 2017 se déroule du 20 au 23 avril. L'artiste participant à la programmation de cette édition est le leader de Baroness John Dyer Baizley. Ce dernier s'y produit avec Baroness ainsi qu'avec Razors in the Night, un groupe de reprises punk créé à cette occasion dans lequel jouent aussi Pete Adams (Baroness), Scott Kelly (Neurosis) et Marek Sarba.
Le nouveau groupe de Leif Edling, The Doomsday Kingdom, y donne le premier concert  de sa carrière. Pour la première fois la salle du Het Patronaat sera utilisée pour la journée de l'Afterburner.

### 2018
L'édition 2018 se déroule du 19 au 22 avril. Le curateur de cette édition est Jacob Bannon.

### 2019
L'édition 2019 se déroule du 11 au 14 avril. Le curateur de cette édition est Tomas Lindberg (At the Gates).

### 2020
L'édition 2020 qui devait se dérouler du 15 au 18 avril 2020 et devait avoir Emma Ruth Rundle et James Kent (Perturbator) comme curateurs a été annulé à cause de la pandémie de COVID-19. Le festival avait commissionné plusieurs pièces qui seront finalement jouées en 2022 : James Kent & Johannes Persson (Cult of Luna) perform Final Light, Jo Quail Presents The Cartographer et Vile Creature & Bismuth: A Hymn Of Loss And Hope.
Le running-order de l'édition 2020 avant son annulation.

### 2021
En raison des restrictions dues à la pandémie de COVID-19, l'édition 2021 du Roadburn n'a pas pu se tenir dans les conditions habituelles et s'est déroulée en ligne avec la diffusion de concerts enregistrés et de diffusion live sous l'intitulé Roadburn Redux.

### 2022
L'édition 2022 du Roadburn se déroule du 21 au 24 avril 2022. Les curateurs de cette édition sont Milena Eva et Thomas Sciarone de Gggolddd. Running Order 2022

### 2023
L'édition 2023 se déroule du 20 au 23 avril. Contrairement aux années précédentes il n'y a pas de curateurs. Pour cette nouvelle édition, les organisateurs du festival doivent faire face à la crise économique et se voit contraint de modifier sensiblement le choix des groupes à programmer. Ils se tournent vers des groupes plus diversifiés et moins connus.

### 2024
L'édition 2024 se déroule du 18 au 21 avril. Comme pour l'édition 2023, il n'y a pas de curateurs. La programmation a pour vocation de faire des liens générationnels entre groupes ayant déjà joué au festival et de nouveaux qui y sont programmés pour la première fois. Le 21 mars 2024, le festival annonce le running order.

## Enregistrements live
Plusieurs prestations faites dans le cadre de ce festival ont fait l'objet de la publication d'un album live.
- 2008 : Current 93 - Birth Canal Blues Live (enregistré en 2008)
- 2008 : Earthless - Live at Roadburn (enregistré en 2008)
- 2009 : Baroness - Live at Roadburn (enregistré en 2009, bonus de l'édition limitée de Blue Record)
- 2010 : Neurosis - Live at Roadburn 2007
- 2010 : Church of Misery - Live at Roadburn 2009
- 2010 : Wino - Live at Roadburn 2009
- 2011 : YOB - Live at Roadburn 2010
- 2012 : Ulver - Live at Roadburn – Eulogy for the Late Sixties
- 2012 : Voivod - Live at Roadburn 2011
- 2013 : Voivod - Target Earth (titres enregistrés en 2012 en bonus d'éditions limitées)
- 2013 : Godflesh - Streetcleaner: Live at Roadburn 2011
- 2013 : Bongripper - Live at Roadburn (enregistré les 9 et 12 avril 2012)
- 2013 : Candlemass - Epicus Doomicus Metallicus Live at Roadburn 2011
- 2014 : YOB - The Unreal Never Lived: Live at Roadburn 2012
- 2017 : Converge - Jane Live (enregistré le 14 avril 2016)
- 2017 : Enslaved - Roadburn Live (enregistré en 2015)